# Уго I де Кардона
Уго I де Кардона, Уго VI Ампурьяс (кат. Hug I de Cardona; 1307—1334) — каталонский дворянин, 9-й виконт Кардоны (1320—1334) и 1-й барон де Гуадалест с 1325 года, граф Ампурьяс (1322—1325).

## Биография
Единственный сын Раймондо VI (ок. 1259—1320), виконта Кардоны (1276—1320) и, согласно Crónica del rey дону Фернандо IV, Марии Альфонсо де Аро, дочери Хуана Альфонсо де Аро, сеньора Лос-Камероса и его жены, Констанции Альфонсо де Менесес.
В 1311 году он сопровождал своего сюзерена, короля Арагона Хайме II Справедливого, отправившегося в поход на Гранадский эмират, чтобы помочь королю Кастилии Фернандо IV в завоевании Гибралтара.
После смерти своего отца, Раймондо VI, который, согласно Excerpta ex martyrologio Celsonensi, Apendice al Viage Literario a las Iglesias de Espana, Tome IX, умер 31 октября 1320 года, Уго I унаследовал титул виконта де Кардона.
Около 1322 года его двоюродный брат, граф де Эмпуриес (Ампурьяс) и виконт де Бас, Понс VI (ок. 1290 — ок. 1322), скончался, не оставив потомства (через несколько месяцев после смерти Понса VI, его жена, Елизавета (или Изабелла) Сицилийская, после того как она вернулась на Сицилию, чтобы снова жениться, родилась законная дочь: Маркеза). Уго имел некоторые претензии, будучи правнуком графа Ампурьяса, Понса IV (бабушкой Уго была Сибилла д’Эмпуриес, дочь графа Эмпуриеса, Понса IV), и унаследовал графство.
Как и младший сын короля Хайме II, Педро Арагонский, граф де Рибагорса (1305—1381), претендовал на графство Ампурьяс. Уго де Кардона подвергся давлению со стороны Хайме II, который убедил его в 1325 году отдать графство Ампурьяс Педро в обмен на валенсийское баронство Гуадалест, в которое также входили Пего, Халон и Лагуарт.
Около 1334 года Уго I де Кардона скончался, титулы виконта Конда и барона Гуадалеста унаследовал его единственный сын Уго II де Кардона (ок. 1328—1400).

## Брак и дети
Уго I де Кардонаженился на Беатрис д’Англесола, предки которой неизвестны, но которая, согласно некоторым источникам, была сестрой виконта Виламура, Раймунда II. Уго да Беатрис было двое детей:
- Уго II де Кардона (ок. 1328—1400), виконт Кардоны, с 1357 года 1-й граф Кардона
- Мария де Кардона († 1360), вышедшая замуж за Альфонсо Роже де Лаурия, синьора де Косентайна.